# Autumnimiris guadalupe
Autumnimiris guadalupe är en insektsart som beskrevs av Schwartz 1989. Autumnimiris guadalupe ingår i släktet Autumnimiris och familjen ängsskinnbaggar. Inga underarter finns listade i Catalogue of Life.